# Colombier de Mauperthuis
Le colombier de Mauperthuis est un colombier située à Mauperthuis en France.

## Localisation
Le colombier est situé dans le département de Seine-et-Marne, sur la commune de Mauperthuis en région Île-de-France.

## Historique
Le colombier de Mauperthuis faisait partie du domaine du château de Mauperthuis, aujourd'hui disparu. 
Il est inscrit au titre des monuments historique depuis un arrêté du 27 juin 1983.